# Saint-Léons
Saint-Léons település Franciaországban, Aveyron megyében. Lakosainak száma 427 fő (2022. január 1.). Saint-Léons Saint-Beauzély, Saint-Laurent-de-Lévézou, Verrières és Vézins-de-Lévézou községekkel határos.

## Népesség
A település népessége az elmúlt években az alábbi módon változott:
| Lakosok száma | 291  | 308  | 288  | 337  | 378  | 398  | 398  | 416  | 425  | 427  |
|               | 1968 | 1982 | 1990 | 2006 | 2013 | 2015 | 2017 | 2019 | 2020 | 2022 |